# Perissopneumon ferox
Perissopneumon ferox är en insektsart som beskrevs av Robert Newstead 1900. Perissopneumon ferox ingår i släktet Perissopneumon och familjen pärlsköldlöss. Inga underarter finns listade i Catalogue of Life.